# Ла-Плая-де-Белен
Ла-Плая-де-Белен (исп. La Playa de Belén) — город и муниципалитет в северо-восточной части Колумбии, на территории департамента Северный Сантандер. Входит в состав Западного субрегиона.

## История
Поселение, из которого позднее вырос город, было основано 4 декабря 1862 года. Муниципалитет Ла-Плая-де-Белен был выделен в отдельную административную единицу в 1913 году.

## Географическое положение

Муниципалитет Ла-Плая-де-Белен

Город расположен в западной части департамента, в горной местности Восточной Кордильеры, на расстоянии приблизительно 82 километров к северо-западу от города Кукута, административного центра департамента. Абсолютная высота — 1574 метра над уровнем моря.
Муниципалитет Ла-Плая-де-Белен граничит на севере с территорией муниципалитета Сан-Каликсто, на северо-востоке — с муниципалитетом Акари, на востоке и юге — с муниципалитетом Абрего, на западе — с муниципалитетом Оканья. Площадь муниципалитета составляет 241,25 км².

## Население
По данным Национального административного департамента статистики Колумбии, совокупная численность населения города и муниципалитета в 2015 году составляла 8546 человек.
Динамика численности населения муниципалитета по годам:
| 2005 | 2006 | 2007 | 2008 | 2009 | 2010 | 2011 | 2012 | 2013 | 2014 | 2015 |
| ---- | ---- | ---- | ---- | ---- | ---- | ---- | ---- | ---- | ---- | ---- |
| 8395 | 8417 | 8437 | 8455 | 8473 | 8488 | 8503 | 8516 | 8527 | 8537 | 8546 |

Согласно данным переписи 2005 года мужчины составляли 52,6 % от населения Ла-Плая-де-Белена, женщины — соответственно 47,4 %. В расовом отношении белые и метисы составляли 99,97 % от населения города; негры, мулаты и райсальцы — 0,03 %.
Уровень грамотности среди всего населения составлял 67,3 %.

## Экономика
Основу экономики Ла-Плая-де-Белена составляет сельское хозяйство.
60,3 % от общего числа городских и муниципальных предприятий составляют предприятия торговой сферы, 29,5 % — предприятия сферы обслуживания, 9,6 % — промышленные предприятия, 0,6 % — предприятия иных отраслей экономики.